# Calopteryx aequabilis
Calopteryx aequabilis е вид водно конче от семейство Calopterygidae. Видът не е застрашен от изчезване.

## Разпространение
Разпространен е в Канада (Албърта, Квебек, Манитоба, Нова Скотия, Ню Брънзуик, Нюфаундленд, Онтарио, Остров Принц Едуард и Саскачеван) и САЩ (Айдахо, Айова, Вашингтон, Върмонт, Илинойс, Индиана, Калифорния, Колорадо, Кънектикът, Масачузетс, Мейн, Минесота, Мичиган, Монтана, Небраска, Невада, Ню Джърси, Ню Йорк, Ню Хампшър, Орегон, Охайо, Пенсилвания, Род Айлънд, Северна Дакота, Уайоминг, Уисконсин, Южна Дакота и Юта).

## Описание
Популацията на вида е стабилна.